# Grupo Gaulês
O grupo Gaulês é um grupo dinâmico de satélites irregulares prógrados de Saturno que seguem órbitas similares. Seus semieixos maiores variam entre 16 milhões e 19 milhões de quilômetros, suas inclinações entre 35° e 40°, e suas excentricidades são de cerca de 0,53.

Diagrama ilustrando o grupo Gaulês em relação a outros grupos de satélites irregulares de Saturno. A excentricidade das órbitas é representada pelo segmento amarelo (se estendendo do periastro ao apoastro) com a inclinação representada pelo eixo Y.

Parâmetros orbitais similares levaram os descobridores a postular uma origem comum na quebra de um grande corpo.
Os quatro membros do grupo são (ordenados em distância crescente a Saturno):
- Albiorix
- Bebhionn
- Erriapo
- Tarvos

A União Astronômica Internacional (UAI) usa nomes tirados da mitologia gaulesa para nomear essas luas.
Foi descoberto que os satélites do grupo são fisicamente homogêneos, apresentando cores vermelha-claras (índices de cores B−V = 0,91 e V−R = 0,48)
e índices infravermelhos similares.
Observações recentes mostram que o maior membro do grupo, Albiorix, apresenta na verdade duas cores: uma compatível com Erriapus e Tarvos, e outra menos vermelha. Ao contrário de um progenitor comum, foi postulado que Tarvos e Erriapus podem ser fragmentos de Albiorix, deixando uma cratera grande e menos vermelha.
Um impacto assim exige um corpo com um diâmetro de pelo menos 1 km e velocidade relativa próxima de 5 km/s, resultando em uma grande cratera com raio de 12 km. Várias grandes crateras em Febe provam a existência de colisões assim no passado do sistema de Saturno.